# 蕗川
蕗川（日语：／）或洛普霍瓦亚河（俄语：Река Лопуховая）是萨哈林州库里尔斯克区得抚岛的河流，长11公里，流域面积27平方公里，注入太平洋。